# Micratemnus anderssoni
Micratemnus anderssoni är en spindeldjursart som beskrevs av Beier 1973. Micratemnus anderssoni ingår i släktet Micratemnus och familjen Atemnidae. Inga underarter finns listade i Catalogue of Life.